# هايبرسكيل (Hyperskill)
Hyperskill (المعروفة سابقًا باسم أكاديمية جيت برينز JetBrains Academy ) عبارة عن منصة تعليمية عبر الإنترنت لتعلم لغات البرمجة من خلال التعلم القائم على المشاريع. ويتميز بالتكامل مع بيئات التطوير المهني وتم استخدامه كموضوع في الأبحاث المتعلقة بتعليم علوم الكمبيوتر. تقدم المنصة دورات في لغات البرمجة مثل Python وJava وKotlin وJavaScript وGo وC++ وSQL ، بالإضافة إلى موضوعات أساسية في علوم الحاسب وتطوير الويب وتحليل البيانات.

## التاريخ
تم إطلاق أكاديمية جيت برينز (JetBrains Academy) علنًا في عام 2019، حيث قدمت في البداية وصولاً مجانيًا أثناء جائحة COVID-19 ، كما ورد في مجلة TechCrunch. بدأت المنصة بتقديم دورات في لغات Java وPython وKotlin من خلال أكثر من 60 مشروعًا يمكن للطلاب بناءها بأنفسهم أثناء تلقي ملاحظات فورية من خلال بيئات التطوير المتكاملة (IDEs).
تم تطويره بواسطة JetBrains، وهي شركة تطوير برمجيات معروفة بإنشاء بيئات التطوير المتكاملة الشهيرة مثل IntelliJ IDEA وPyCharm. عند الإطلاق، عملت Hyperskill كمنصة توصيل للمحتوى التعليمي لأكاديمية JetBrains، بهدف توفير نهج منظم وعملي لتعليم البرمجة.
في فبراير 2023، أعلنت JetBrains عن تغيير استراتيجي لمبادرتها التعليمية من خلال منشور مدونة بعنوان "الرؤية الجديدة لأكاديمية JetBrains". أدى إعادة الهيكلة إلى وضع Hyperskill كمنصة تعليمية مستقلة ذات علامة تجارية ونموذج اشتراك خاص بها، في حين أصبحت أكاديمية JetBrains مزودًا للمحتوى داخل نظام Hyperskill البيئي.

## الميزات ونموذج التعلم
يستخدم Hyperskill نموذج التعلم القائم على المشاريع والذي يجمع بين التعليم النظري ومهام البرمجة العملية. يتقدم المتعلمون من خلال مسارات التعلم المنظمة التي تغطي المواضيع الأساسية والمتقدمة في تطوير البرمجيات . يتضمن كل مسار تمارين برمجة تفاعلية ووحدات نظرية ومشاريع تحاكي التطبيقات في العالم الحقيقي.
وفقًا للمراجعات على Class Central، غالبًا ما يُستشهد بتكامل Hyperskill مع JetBrains IDEs باعتباره فائدة رئيسية، لأنه يساعد المتعلمين على التعرف على سير عمل التطوير المهني. يصبح هذا التكامل ممكنًا من خلال البرنامج الإضافي JetBrains Academy (المعروف أيضًا باسم EduTools)، والذي يسمح للمستخدمين بإكمال المهام مباشرة داخل بيئات JetBrains المدعومة.
ويشير مراجعو Class Central أيضًا إلى أن المنصة تتبع نهج "التعلم من خلال الممارسة"، حيث يدرس المتعلمون مفهومًا ما ثم يطبقونه على الفور من خلال تمارين الترميز أو عن طريق بناء مكونات مشاريع أكبر. يتكون المنهج الدراسي من وحدات، مما يتيح للمستخدمين متابعة مسارات شاملة وموجهة نحو حياتهم المهنية أو التركيز على مواضيع فردية.

## السمات المميزة
وفقًا لبحث أكاديمي نُشر في عام 2025، فإن تكامل Hyperskill مع بيئات التطوير المتكاملة الاحترافية يوفر فوائد تعليمية، بما في ذلك "إعداد أكثر واقعية" والوصول إلى أدوات مثل تصحيح الأخطاء وتحليل التعليمات البرمجية، والتي تعتبر مهمة لتطوير البرامج في العالم الحقيقي.
تمت الإشارة إلى المنصة أيضًا في وثائق مطوري Android الرسمية من Google، والتي تسرد دورات Kotlin الخاصة بـ Hyperskill كمورد للتمرين الإضافي في أساسيات Kotlin.
تتضمن الميزات الإضافية تلميحات مدعومة بالذكاء الاصطناعي توفر مساعدة سياقية أثناء مهام الترميز، بالإضافة إلى منتدى مجتمعي مدمج حيث يمكن للمستخدمين طرح الأسئلة ومشاركة الأفكار مع المتعلمين الآخرين.

## الاعتراف الأكاديمي
تم الاستشهاد بـ Hyperskill في الأدبيات الأكاديمية باعتباره "منصة MOOC شائعة" وعمل كمصدر بيانات للأبحاث في تعليم علوم الكمبيوتر. قامت دراسة أجريت عام 2024 ونشرت على arXiv بتحليل إرساليات أكواد Python من المنصة لاستكشاف طرق التجميع وتقديم حلول برمجة متنوعة للطلاب.
وقد تمت الإشارة إلى المنصة أيضًا في الدراسات التي تبحث في الفوائد التعليمية لبيئات التعلم داخل بيئات التطوير المتكاملة، وتم وصفها في سياقات البحث بأنها "منصة MOOC كبيرة".

## نموذج الاشتراك
يقدم Hyperskill مستويات اشتراك مجانية ومميزة. تتيح الخطة المجانية الوصول إلى معظم مسارات التعلم والمحتوى التعليمي ولكنها تتضمن قيودًا مثل الحد الأقصى لإرسال المهام اليومية، والوصول المحدود إلى التلميحات، وعدم وجود شهادات للمشاريع المكتملة.
يزيل الاشتراك المميز هذه القيود ويوفر ميزات إضافية، بما في ذلك إرسال مهام وتلميحات غير محدودة، والوصول إلى مشاريع حصرية، وملاحظات جودة الكود المخصصة. ويتلقى المستخدمون المتميزون أيضًا شهادات إتمام للمشاريع النهائية ومسارات التعلم.
بالإضافة إلى الخطط الفردية، تقدم Hyperskill اشتراكات تنظيمية للفرق والمؤسسات التعليمية والشركات. تتضمن هذه الخطط أدوات إدارية لتتبع تقدم المتعلم وإدارة مسارات الدراسة عبر المجموعات.

## استقبال
سلطت التقييمات على Class Central الضوء على نموذج التعلم القائم على المشاريع الخاص بـ Hyperskill والتكامل مع بيئات التطوير المتكاملة JetBrains باعتبارها نقاط قوة ملحوظة. وصفته مراجعة أجريت عام 2024 بأنه "أفضل منصة تعليمية مجانية للجميع" لـ Kotlin، مستشهدة بتقييمات المستخدمين العالية وأرقام التسجيل. وأشادت مراجعة أخرى بـ "تمارين الترميز التفاعلية الجذابة" وقيمة العمل على مشاريع العالم الحقيقي.
وقد لاحظ المدققون المستقلون أيضًا الجمع الفعال بين التعليم النظري والتطبيق العملي في المنصة. وكثيرا ما يتم ذكر وضوح المنهج الدراسي والفرصة لبناء مشاريع جاهزة للتنفيذ باعتبارها من المزايا. لاحظ بعض المراجعين أن المنصة قد تكون أكثر ملاءمة للمتعلمين الذين لديهم خبرة سابقة في البرمجة، وخاصة في المسارات المتقدمة.
في حين أن التقييمات الأكاديمية الرسمية لفعاليتها التعليمية محدودة، فإن استخدام Hyperskill في أبحاث تعليم علوم الكمبيوتر يشير إلى مستوى من الاهتمام الأكاديمي. لقد تمت دراسة نهجها القائم على المشاريع لإمكاناتها في تدريس مفاهيم البرمجة.

## روابط خارجية
- الموقع الرسمي